# Kamień runiczny z Berezania

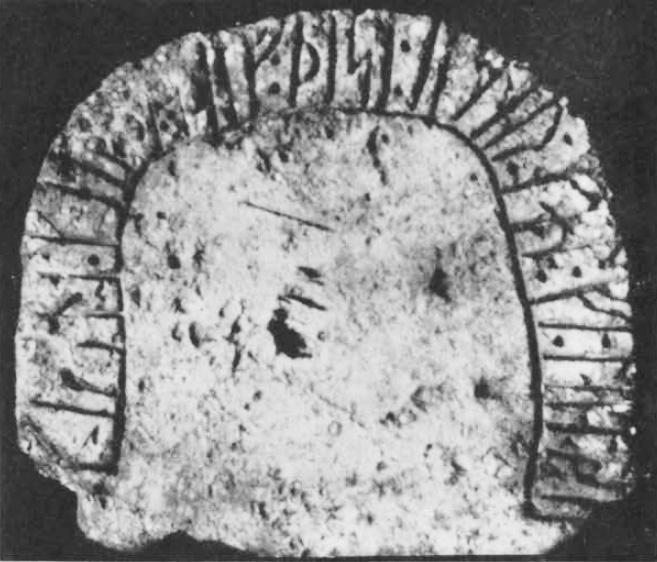
Kamień runiczny z Berezania

Kamień runiczny z Berezania – kamień runiczny odnaleziony na wyspie Berezań u ujścia Dniepru na terytorium Ukrainy. Pamiątka po wyprawach wikingów szlakiem wschodnim ze Skandynawii do Konstantynopola. Datowany jest na XI wiek.
Zabytek został odkryty w 1905 roku, w trakcie prac wykopaliskowych prowadzonych przez profesora uniwersytetu w Odessie E. von Sterna w znajdującym się na Berezaniu kurhanie. Towarzyszył on pochówkowi szkieletowemu i znajdował się koło głowy zmarłego, z inskrypcją zwróconą ku dołowi. Przypuszczalnie nie była to jego pierwotna lokalizacja i został on przeciągnięty w to miejsce później z jakiegoś innego grobowca. Wykonany z wapienia, ma 0,47 m wysokości i 0,48 m szerokości. Jego dolna część nie zachowała się. Wyryta inskrypcja biegnie po łuku wzdłuż brzegów kamienia. Jej treść w transliteracji:
krani:kerþi:half:þisi:iftir:kal:fi:laka:sin
w transkrypcji:
Grani gærði hvalf þessi æftiʀ Karl, felaga sinn
co znaczy:
Grane wykonał ten grobowiec dla Karla, kompana swego
Przypuszczalnie wymienieni w inskrypcji mężczyźni byli kupcami podróżującymi na południe, a na wyspie mogła znajdować się normańska faktoria handlowa. Język i forma inskrypcji wskazują, iż mężczyźni pochodzili z Gotlandii.